# Блазер, Исаак
Исаак (Ицхак) Блазер (также «рабби Ицеле Петербургер»; 1837[…], Вильна — 1907, Иерусалим) — раввин и общественный деятель, ученик и приверженец основателя школы аскетически-нравственного учения муссарников раввина Исраэля Салантера (Липкина).

## Биография
Исаак Блазер родился в Вильне в 1837 году.
С 1864 по 1878 годы занимал пост духовного раввина в Петербурге, затем переехал в Ковно (центр Ковенской губернии Российской империи; ныне Каунас), где стал руководителем местного иешибота и основанной раввином Исраэлем Салантером и рабби Ицхак-Элхананом Спектором центральной кассы для «парушим» — лиц, всецело посвящающих себя изучению религиозной письменности.
Для финансирования кассы Блазер рассылал по всем странам специальных уполномоченных («мешулахим»). Как ревнитель и проповедник учения муссарников, Блазер, пользуясь предоставленным ему правом назначать размеры субсидий, выдаваемых парушим, поддерживал тех из них, которые склонялись к муссарничеству. Это вызвало недовольство среди парушим и иешиботников, не примкнувших к этому учению, вследствие чего основатель кассы, раввин Ицхак-Элханан, отстранил Блазера от неё.
Тогда Блазер основал самостоятельную кассу для парушим-муссарников, причём ему и его приверженцам удалось убедить берлинского благотворителя Лахмана передать в их распоряжение основанный им фонд для поддержки лиц, готовящихся к раввинской деятельности.
Для распространения муссарничества Блазер читал проповеди в молельнях и у себя на дому. После смерти раввина Ицхак-Элханана (март 1896) прения между приверженцами муссара и его противниками приняли в Ковне и его предместье Слободке (главный центр муссарников, см. иешива «Слободка») крайне уродливые формы, и когда вслед за состоявшимся по этому поводу раввинским совещанием девять видных раввинов выпустили воззвание «Lemaan Daat» против муссарников, Блазер в своём ответе (Hameliz, 1897, № 167) заявил, что «всё опубликованное раввинами противоречит Торе». Резкий ответ Блазера, не заключавший сколько-нибудь весских возражений против выставленных раввинами обвинений, ещё более обострил отношения. Борьба против муссарников все усиливалась, и Блазер переехал в Вильну, а оттуда в Кельмы (1898). Там он написал книгу «Or Israel» (1900), посвящённую учению муссара и его основателю Салантеру.
В 1902 году Блазер эмигрировал в Палестину. Умер в Иерусалиме в 1906 году.

## Издания
- Сборник респонс «Peri Izchak» (1881)
- «Or Israel» (1900) — о движении муссарников и их основателе И. Салантере[4].